# Tiro con l'arco ai Giochi della XXXII Olimpiade
Le gare di tiro con l'arco ai Giochi della XXXII Olimpiade si sono svolte dal 23 al 31 luglio 2021 a Tokyo presso il parco di Yumenoshima. Si sono state disputate cinque gare: individuale maschile e femminile, gara a squadre maschile, femminile e miste. La gara a squadre miste è stata introdotta in questa edizione.

## Qualificazioni
Sono stati ammessi ai giochi 128 atleti, 64 uomini e 64 donne. Ogni comitato olimpico nazionale ha potuto far partecipare fino a sei atleti, tre per genere. Sei posti sono stati riservati al Giappone come paese ospitante e altri sei sono stati decisi dalla Commissione Tripartita. I rimanenti 116 posti sono stati assegnati tramite tornei qualificatori.

## Formato
Le gare si sono svolte con l'uso dell'arco ricurvo sulla distanza dei 70 metri, secondo le regole della Federazione Internazionale di Tiro con l'Arco. 128 arcieri hanno partecipato all'evento olimpico, 64 uomini e 64 donne.
Nella prima fase di qualificazione, ogni atleta ha lanciato 72 frecce; il punteggio ottenuto è stato quindi usato per determinare gli accoppiamenti della fase successiva. Aggregando i punteggi degli atleti della stessa nazione, è stata stilata anche la classifica a squadre. La seconda fase è stata ad eliminazione diretta e in formato diverso tra la gara individuale e quella a squadre.
Nell'individuale, tutti i 64 atleti hanno iniziato dal primo turno; gli accoppiamenti sono stati ricavati dalla fase di qualificazione in modo che il primo classificato ha incontrato il 64°, il secondo il 63° e così via. Ogni incontro si è svolto al meglio dei 5 set, in ognuno dei quali i due atleti hanno lanciato 3 frecce a testa; il vincitore di ogni set ha ricevuto due punti, uno solo in caso di parità. Se il punteggio è sul 5-5 dopo i cinque set, si è proceduto ad oltranza con frecce di spareggio.
Nella gara a squadre, le prime quattro classificate sono state ammesse direttamente in semifinale, mentre quelle che dal 5º al 12º posto sono partite dai quarti di finale. Ogni incontro ha previsto 24 frecce (8 per ogni arciere); in caso di parità, si è proceduto con 3 frecce di spareggio.
Sia nella gara individuale che in quella a squadre i perdenti delle semifinali si sono affrontati nella finale per il bronzo.

## Calendario
| Uomini | Individuale | -       | -       | Squadre | Individuale | Individuale | Individuale | -           | Individuale | 2 |
| Uomini | Individuale | -       | -       | Squadre | Individuale | Individuale | Individuale | -           | Individuale | 2 |
| Donne  | Individuale | -       | Squadre | -       | Individuale | Individuale | Individuale | Individuale | -           | 2 |
| Donne  | Individuale | -       | Squadre | -       | Individuale | Individuale | Individuale | Individuale | -           | 2 |
| Misto  | -           | Squadre | -       | -       | -           | -           | -           | -           | -           | 1 |
| Misto  | -           | Squadre | -       | -       | -           | -           | -           | -           | -           | 1 |
| Totale | 0           | 1       | 1       | 1       | 0           | 0           | 0           | 1           | 1           | 5 |

|  | Qualificazioni |  | Finali |

## Programma
| Data      | Orario (JST/UTC+9) | Evento                | Fase                       |
| --------- | ------------------ | --------------------- | -------------------------- |
| 23 luglio | 9:00-11:00         | Individuale femminile | Turno di qualificazione    |
| 23 luglio | 13:00-15:00        | Individuale maschile  | Turno di qualificazione    |
| 24 luglio | 9:30-12:05         | Squadre miste         | Ottavi                     |
| 24 luglio | 14:15-17:25        | Squadre miste         | Quarti, semifinali, finali |
| 25 luglio | 9:30-11:05         | Squadre femminile     | Ottavi                     |
| 25 luglio | 13:45-17:25        | Squadre femminile     | Quarti, semifinali, finali |
| 26 luglio | 9:30-11:05         | Squadre maschile      | Ottavi                     |
| 26 luglio | 13:45-17:25        | Squadre maschile      | Quarti, semifinali, finali |
| 27 luglio | 9:30-13:25         | Individuale maschile  | Trentaduesimi, sedicesimi  |
| 27 luglio | 9:30-13:25         | Individuale femminile | Trentaduesimi, sedicesimi  |
| 27 luglio | 16:00-19:55        | Individuale maschile  | Trentaduesimi, sedicesimi  |
| 27 luglio | 16:00-19:55        | Individuale femminile | Trentaduesimi, sedicesimi  |
| 28 luglio | 9:30-13:25         | Individuale maschile  | Trentaduesimi, sedicesimi  |
| 28 luglio | 9:30-13:25         | Individuale femminile | Trentaduesimi, sedicesimi  |
| 28 luglio | 16:00-18:40        | Individuale maschile  | Trentaduesimi, sedicesimi  |
| 28 luglio | 16:00-18:40        | Individuale femminile | Trentaduesimi, sedicesimi  |
| 29 luglio | 9:30-13:25         | Individuale maschile  | Trentaduesimi, sedicesimi  |
| 29 luglio | 9:30-13:25         | Individuale femminile | Trentaduesimi, sedicesimi  |
| 29 luglio | 16:00-18:40        | Individuale maschile  | Trentaduesimi, sedicesimi  |
| 29 luglio | 16:00-18:40        | Individuale femminile | Trentaduesimi, sedicesimi  |
| 30 luglio | 9:30-11:15         | Individuale femminile | Ottavi                     |
| 30 luglio | 14:45-17:20        | Individuale femminile | Quarti, semifinali, finali |
| 31 luglio | 9:30-11:15         | Individuale maschile  | Ottavi                     |
| 31 luglio | 14:45-17:20        | Individuale maschile  | Quarti, semifinali, finali |

## Podi

### Uomini
| Evento                 | Oro                                               | Argento                                                  | Bronzo                                             |
| Individuale (dettagli) | Mete Gazoz                                        | Mauro Nespoli                                            | Takaharu Furukawa                                  |
| A squadre (dettagli)   | Corea del Sud Kim Woo-jin Oh Jin-hyek Kim Je-deok | Taipei cinese Deng Yu-cheng Tang Chih-chun Wei Chun-heng | Giappone Takaharu Furukawa Yūki Kawata Hiroki Muto |

### Donne
| Evento                 | Oro                                               | Argento                                            | Bronzo                                                |
| Individuale (dettagli) | An San                                            | Elena Osipova                                      | Lucilla Boari                                         |
| A squadre (dettagli)   | Corea del Sud An San Jang Min-hee Kang Chae-young | ROC Svetlana Gomboeva Elena Osipova Ksenija Perova | Germania Michelle Kroppen Charline Schwarz Lisa Unruh |

### Misto
| Evento               | Oro                              | Argento                                      | Bronzo                                  |
| A squadre (dettagli) | Corea del Sud Kim Je-deok An San | Paesi Bassi Steve Wijler Gabriela Schloesser | Messico Luis Álvarez Alejandra Valencia |

## Medagliere
| Pos.   | Paese         | Oro | Argento | Bronzo | Totale |
| ------ | ------------- | --- | ------- | ------ | ------ |
| 1      | Corea del Sud | 4   | 0       | 0      | 4      |
| 2      | Turchia       | 1   | 0       | 0      | 1      |
| 3      | ROC           | 0   | 2       | 0      | 2      |
| 4      | Italia        | 0   | 1       | 1      | 2      |
| 5      | Paesi Bassi   | 0   | 1       | 0      | 1      |
| 5      | Taipei cinese | 0   | 1       | 0      | 1      |
| 7      | Giappone      | 0   | 0       | 2      | 2      |
| 8      | Germania      | 0   | 0       | 1      | 1      |
| 8      | Messico       | 0   | 0       | 1      | 1      |
| Totale | Totale        | 5   | 5       | 5      | 15     |